# Haltung (Wasserbau)
Haltung bezeichnet im Wasserbau die Zurückhaltung von Wasser auf einem bestimmten – aufgestauten oder abgesenkten – Niveau. Es werden drei Arten von Haltung unterschieden:
1. Stauhaltung als staubeeinflusster Bereich – mit gleichem Niveau – einer Staustufe in einem Fließgewässer (nach DIN 4048-1) oder als Strecke zwischen zwei benachbarten Staustufen eines staugeregelten Flussabschnittes (nach DIN 4054), oberhalb des staubeeinflussten Bereichs mit verändertem Niveau
2. Kanalhaltung als Strecke zwischen zwei benachbarten Kanalstufen oder oberhalb der letzten Stufe eines Stichkanals (nach DIN 4054) mit gleichem Wasserspiegel-Niveau
3. Grundwasserhaltung als Halten eines bestimmten durch Abpumpen abgesenkten Grundwasserstandes zur Trockenlegung von Baugruben